# Cupreosotis
Cupreosotis là một chi bướm đêm thuộc họ Noctuidae.